# بادي روش
بادي روش (بالإنجليزية: Paddy Roche)‏ (4 يناير 1951 بدبلن في جمهورية أيرلندا - ) هو لاعب كرة قدم أيرلندي في مركز حراسة المرمى. شارك مع منتخب جمهورية أيرلندا لكرة القدم. أما مع النوادي، فقد لعب مع مانشستر يونايتد ونادي برينتفورد ونادي شيلبورن ونادي تشستر سيتي ونادي هاليفاكس تاون ونورثويتش فيكتوريا وإف سي هاليفاكس تاون.

## وصلات خارجية
- بادي روش على موقع ناشيونال فوتبول تيمز (الإنجليزية)
- بادي روش على موقع عالم كرة القدم.نت (الإنجليزية)